# Nestoras Komatos
Nestoras Komatos (gr. Νέστορας Κόμματος; ur. 4 maja 1977 w Larisie) – grecki koszykarz występujący na pozycjach silnego skrzydłowego lub środkowego, obecnie zawodnik Ermis Agias. 
Jego ojciec jest Grekiem, natomiast matka Gwinejką.

## Osiągnięcia
Stan na 16 maja 2016, na podstawie, o ile nie zaznaczono inaczej.

### Zawodnicze
Drużynowe
- Mistrz:
  - Euroligi (2005)
  - Izraela (2005)
- Zdobywca:
  - Pucharu:
    - Grecji (2004)
    - Izraela (2005)

  - superpucharu Włoch (2005)
- Uczestnik TOP 8 Eurocup (2003/04)

Indywidualne
- MVP:
  - Pucharu Grecji (2004)
  - greckiego meczu gwiazd (2004)
- Uczestnik greckiego meczu gwiazd (2003, 2004)